# Dasycercus blythi
Il mulgara dalla coda a spazzola (Dasycercus blythi Waite, 1904) è un mammifero australiano appartenente alla famiglia dei Dasiuridi.

## Descrizione
Il mulgara dalla coda a spazzola, malgrado le dimensioni ridotte, è uno dei Dasiuridi di maggiori dimensioni: pesa infatti oltre 100 g e raggiunge una lunghezza di circa 24 cm, 9 dei quali costituiti dalla sola coda. Riguardo alle dimensioni, vi è anche un certo dimorfismo sessuale: le femmine, infatti, sono parecchio più piccole dei maschi. L'aspetto è simile a quello di un topolino, con radice della coda ingrossata per accumulo di grasso; sulla punta di essa, vi è un ciuffo di peli alla quale la specie deve il proprio nome comune. Il dorso è di colore bruno sabbia, mentre l'addome è bianco-grigiastro. La coda si fa rossiccia verso l'estremità. Si distingue dall'altra specie di Dasycercus, D. cristicauda, per avere due premolari e sei capezzoli, invece di tre e otto rispettivamente.

## Biologia

### Comportamento
Si tratta di una specie generalmente solitaria che va a caccia di notte, malgrado non abbia abitudini prettamente notturne. Ciascun esemplare occupa un proprio territorio di 1,4-14 ettari di estensione.

### Alimentazione
La dieta di D. blythi è piuttosto varia, e comprende numerosi invertebrati, rettili e mammiferi di piccole dimensioni.

### Riproduzione
Ciascuna femmina partorisce un'unica nidiata all'anno, costituita al massimo da sei piccoli. La stagione riproduttiva va da giugno a ottobre. La speranza di vita è molto bassa: sono ben pochi, infatti, gli individui che raggiungono i tre anni di età. In cattività, tuttavia, possono vivere fino a cinque anni.

## Distribuzione e habitat
Il mulgara dalla coda a spazzola è endemico dell'Australia, e occupa gran parte delle aree centrali e occidentali del continente. I confini esatti del suo areale, tuttavia, non sono ancora stati stabiliti con certezza, dal momento che solo recentemente si è iniziato a considerarlo come specie a parte. Predilige le distese erbose di spinifex (Triodia sp.) e scava la propria tana dove il terreno è sabbioso.

## Tassonomia
In un primo momento, D. blythi venne considerato come una forma distinta da D. cristicauda, ma in seguito gli studiosi hanno iniziato a considerarlo come un sinonimo dello stesso. Solo negli ultimi anni, dopo un accurato studio molecolare, è stato scoperto che si tratta effettivamente di una specie a sé. Battezzata inizialmente D. hillieri, è stata successivamente rinominata D. blythi per motivi di priorità nella nomenclatura.